# 黒魔女さんが通る!!
『黒魔女さんが通る!!』（くろまじょさんがとおる）は、石崎洋司による小説シリーズ。挿絵は2005年から2018年6月までは藤田香、その後は亜沙美。講談社青い鳥文庫から刊行されており、シリーズ累計400万部以上の売り上げを記録している。2016年からは主人公・チョコの進級に伴い、「6年1組 黒魔女さんが通る!!」とタイトルを改めて引き続き新作が発表され、2023年に完結した。

## 概要
ひょんなことから黒魔女・ギュービッドを召喚してしまったオカルト好きの小学生・黒鳥千代子（通称・チョコ）が、ギュービッドの元で黒魔女修行をしながら様々な冒険を繰り広げるマジカルコメディー。
基本はチョコが住んでいる町を中心とした短編が多いが、時にはひょんなことから魔界に赴いて、ギュービッドや妹弟子の桃花・ブロッサムと一緒に冒険を繰り広げるシリアスな長編の話もある。キャラクター（特に女性）に美形が多いことが特徴。
事実上の第1話は、2005年7月に発売された青い鳥文庫のアンソロジー「おもしろい話が読みたい! 青龍編」に収録されている「黒魔女さんが通る!!」。2005年9月にシリーズ1作目となる「黒魔女さんが通る!! チョコ、デビューするの巻」が発売され、2015年12月に発売されたシリーズ20作目「黒魔女さんが通る!! PART20 奇跡の5年1組、解散!?」でいったん最終回を迎えている。2016年からは主人公・チョコの進級に伴い、「6年1組 黒魔女さんが通る!!」とタイトルを改めて引き続き新作が発表され、2023年7月発売のシリーズ20作目「黒魔女さんと最後の戦い 6年1組 黒魔女さんが通る!!」をもって完結した。
本作のサブキャラクターを主人公に据えた3作のスピンオフ作品「黒魔女の騎士ギューバッド」「魔女学校物語」「陰陽師東海寺迦楼羅の事件簿」が発表されている他、同じく青い鳥文庫から発表されている令丈ヒロ子の小説「若おかみは小学生!」とコラボしたクロスオーバー作品も発表されている。
青い鳥文庫公式ホームページの1コーナー「黒魔女さんのキャラ&魔法を作ろう」などを通じて、読者が考えたオリジナルキャラクターやオリジナル黒魔法が募集されている。応募された案は著者の石崎に選考され、選考を通ったいくつかの案は実際に作品に採用されている。桃花・ブロッサムのような、石崎オリジナルキャラクターのチョコやギュービッドに劣らないほど登場頻度の高いキャラクターも、読者の応募から多数生み出されている。
シンエイ動画によって、2012年4月4日から2014年2月19日までNHK Eテレのバラエティ番組『大!天才てれびくん』内の1コーナーとしてアニメ版が放送されていた。

## あらすじ
東京の小さな町に住む小学5年生のオカルト好き少女・黒鳥千代子（チョコ）のもとに、紫苑メグ、一路舞、春野百合という三人の少女が訪ねてきた。三人は新しいクラスで一緒になった少女たちである。彼女たちは美男子・三条ショウが誰のことを一番好きなのかを知りたくて、オカルトに詳しいチョコに「キューピットさん」でショウの本命を占ってもらおうとする。しかし、チョコは花粉症で鼻づまりだったため、「キューピットさん、キューピットさん、南の窓からお入りください」というごく普通の呪文を「ギュービッドざん、ギュービッドざん、南の窓がらお入りぐだざい」と唱えてしまう。そして、呼び出されたのはキューピットさんではなく、なんと性悪でオヤジギャグ好きな美人黒魔女・ギュービッドだった。
ギュービッドは火の国の王立魔女学校出身のインストラクター黒魔女で、チョコはギュービッドのもとで黒魔女修行をさせられるハメになってしまう。そしてこれが、チョコの長く、険しく、おもしろい黒魔女修行の始まりだった。

## 登場人物
登場人物が非常に多いため、ここでは一部の人物の簡易的な情報のみを表示する。

### メインキャラクター
黒鳥千代子(くろとり ちよこ)
本作の主人公。通称チョコ。
友達付き合いや恋愛、ファッションには全く興味がないオカルトマニア。間違ってギュービッドを召喚してしまい、黒魔女修行をさせられる羽目になる。いつもTシャツにオーバーオール。
ギュービッド
チョコのインストラクター黒魔女。銀髪のショートヘアと黄色い目が特徴的なかなりの美形。いつも黒革コートを着ている。ボーイッシュな口調で喋る。
黒魔法の実力は高いが、いいかげんな態度のせいでインストラクター協会からの評価は低い。
桃花・ブロッサム(とうか・ブロッサム)
ギュービッドの魔女学校時代の後輩(2学年下)で、チョコの妹弟子。ピンク色の目が特徴。
しっかり者で真面目な性格だが、怒るとダイナマイトを投げようとする過激な一面がある。
大形京の監視係として人間界へ派遣された。普段は「京の妹の大形桃」という設定で大形家に住み着いている。

### 第一小学校5年1組の生徒
チョコのクラスメイト。『6年1組 黒魔女さんが通る!! 01』でチョコが6年生に進級したため、メンバーは変わらずに6年1組になった。
紫苑メグ(しおん メグ)
チョコの幼馴染。いつもブランド物のファッションに身を包んでいる派手な少女。
自己中心的な性格で、自分が一番かわいいと思い込んでおり、ことあるごとに自分のファッションを自慢している。
勉強は不得意で特に漢字が苦手。
一路舞(いちろ まい)
チョコのクラスを仕切る学級委員。ツンとすました美人。
気が強く、何か言い出した時には誰も反対できない。委員会を作ることが趣味。
小島直樹が好き。
春野百合(はるの ゆり)
舞とともにクラスを仕切っている少女。究極のぶりっ子。
かわいらしい外見だが気が強く、自分より男子に注目される女の子を舞とともにねちねちといじめる。
三条ショウが好き。
三条ショウ(さんじょう ショウ)
女子が取り合う美少年。勉強も運動もできて、誰にでも優しい。
口癖は「みんな好きだよ」。
小島直樹(こじま なおき)
通称エロエース。野球部のエース。女子のミニスカートをうちわであおごうとしたり、下品なギャグを連発したりするスケベな性格。
岩田大五郎(いわた だいごろう)
通称横綱。泣き虫で太っている少年。実はエロエースと同じぐらいエロい。
東海寺阿修羅(とうかいじ あしゅら)
町のはずれのお寺「東海寺」の息子で、陰陽道の修行をしている少年。何かあったら率先して首を突っ込むタイプの性格。
チョコに想いを寄せており、そのため同じくチョコに片思いしている麻倉とは犬猿の仲。
麻倉良太郎(あさくら りょうたろう)
やくざ組織「講談組」の組長を祖父に持つ少年。言葉遣いは乱暴だが、本当はシャイ。
チョコに想いを寄せており、そのため同じくチョコに片思いしている東海寺とは犬猿の仲。
大形京(おおがた きょう)
いつも両手につけたぬいぐるみと会話している不思議な少年。
その正体は強大な魔力を持つ黒魔法使い。幼稚園の時に黒魔女・暗御留燃阿の弟子にさせられたが、大形の魔力の強さに恐れをなした暗御留燃阿によって小学校入学前夜に魔力封印のぬいぐるみをつけられ、魔力とはっきりとした意識を失った。
3巻にてチョコの黒魔法がきっかけで偶然ぬいぐるみが外れ、魔力とはっきりとした意識を取り戻した。その後は「魔界の王」になって全ての黒魔女を支配し、魔界と暗御留燃阿に復讐することを企むようになった。
自分と同じく魔力を持っているチョコに興味を持っており、「魔界の王」になった暁には自分の后にしたいと考えている。

### 第一小学校の生徒・職員
松岡先生
チョコのクラスの担任の若い男性教師。自称熱血イケメン教師。よく感動的なセリフを言っては自分で酔っている。

### 火の国王立魔女学校の関係者
暗御留燃阿(あんごるもあ)
ギュービッドの元同級生で、かつての親友。王立魔女学校をトップの成績で卒業したエリート黒魔女。ロングの黒髪と切れ長の目元が特徴的な美女で、いつもグレーのスーツを着ている。
王立魔女学校卒業後、出世のためならば手段を選ばない「出世の鬼」となり、数々の悪事を重ねた。かつて大形京を弟子にしていたことがあったが、大形の魔力が自分の魔力を超しそうになったため、彼の魔力を封印したうえで見捨てている。
森川瑞姫(もりかわ みずき)
ギュービッドの元同級生。三つ編みとそばかすが特徴的な、赤毛のアンに似た外見をしている。
魔界グッズを取り扱うお店「モリカワ」を経営している。
桜田桃香(さくらだ ももか)
ギュービッドの元同級生。ぐりんぐりんの金髪縦ロールが特徴的な、派手な外見。
おしゃれや料理に詳しい。バービー人形のファン。
黒雷毬音(こくらい まりね)
ギュービッドの元同級生。いつも日本髪を結い、真っ黒な着物を着ている。
「黒雷組」という暴走族のメンバーだが、魔界の小学校の先生でもある。
メリュジーヌ
火の国王立魔女学校校長。威厳があるが愛情深く、生徒1人1人を気にかけている。
週に一度姿が変わってしまう「魔妖精」の仲間で、毎週土曜日の夜に蛇の姿になってしまう。
チョコの祖母の黒鳥千香子(ティカ)や、ギュービッドの大伯母で涙の国女王のギューバッドとは学生時代の同級生。
黒鳥千香子(くろとり ちかこ)/ティカ
チョコの祖母。茨城県に住んでいる。
かつてはティカという名前の黒魔女で、火の国王立魔女学校の生徒だった。人間界実習の授業の際、呪う相手として指定された人間・黒鳥伊蔵に恋をしてしまい、黒魔女をやめて人間として生きる道を選んだ。このエピソードから、魔界では「愛の黒魔女・ティカ」として尊敬されている。
メリュジーヌやギューバッドとは学生時代の同級生。
ギューバッド
ギュービッドの大伯母で、涙の国の女王。ギュービッドとそっくりな外見をしている。
メリュジーヌやティカとは王立魔女学校時代の同級生。

### 死の国の関係者
エクソノーム
死の国の第二王子。牛のような外見をしている。
かつては火の国王立魔女学校で教師として働いていた。ギュービッドの初恋の相手。

## 黒魔女
当作品内での黒魔女の設定について解説する。
- 黒魔術を使って人間を痛めつけることを専門としており[5]、人間を不幸に巻き込むことが得意な黒魔女ほど良い黒魔女とされる[6]。しかし、チョコ曰く、「ギュービッドが教えてくれる黒魔法は、悪いことをした人を苦しめたり、つらいめにあっている人の恨みを晴らすために使う」もので、「罪もない人を苦しめるためにはつかってない」。[7]
- 黒魔女としての素質がありそうな人間に取り憑き、弟子にすることもある。何らかの理由で生まれつき魔力を持っている人間や、恨みの気持ちや死にたい気持ちが強い人間は取り憑かれやすい[8]。
- 「黒魔女」という呼び名は黒魔術を扱える女性を指す場合が多いが、黒魔術を扱える男性を「黒魔女」と呼ぶことも間違いではないらしい。[9]ただし、男性の場合は「黒魔法使い」という呼び名のほうが多く使われる。
- 黒魔女には魔界出身者が多いが、魔界出身者が全員黒魔術を扱えるわけではない[10]。よって、魔界出身者が全員黒魔女や黒魔法使いというわけではない。
- 黒魔術の能力の有無やその強さは、必ずしも遺伝によるものとは限らない。親やきょうだいが黒魔女でも、自分は黒魔術を扱えるレベルの魔力を生まれ持っていないという事もありうる。[11]。また、生まれつき充分な魔力を持っていなくても、修行を積んで魔力を高めれば黒魔女になることは可能なようである。[5]。
- 魔力の強さに応じて7級から7段までの位が与えられる。見習いの黒魔女は7級からはじまり、修行を積んで魔力を高めることにより級を上げていく[12]。上の階級に行くほど名誉があり、出世もできる。[13]しかし、この位は態度や弟子の修行の進み方などにも影響されるものなので[14]、魔力の高さを必ずしも正確に反映しているとは限らない。魔界は爵位のある階級社会だが、魔力の高さは階級の高さと絶対的な関係はない。

## 魔界
外見
一般的に想像されることの多い「暗く恐ろしげな魔界」というイメージからは大きくかけ離れた、かなり明るい雰囲気を漂わせている場所である。綺麗な山並み・草原が広がる風景は、まるで「アルプスの少女ハイジ」の世界よう。最初にチョコが訪れた国であり、ギュービッドの母校である王立魔女学校がある「火の国」、多くの謎に包まれている「悪霊の国」、ギューバッドが治める「涙の国（正式名称はクリスマスの意味を持つナビダの国）」、エクソノームやマリー・ラティンスカの出身地である「死の国」という4つの国に分かれている。
社会システム
爵位のある階級社会で、王子や皇帝がいる。階級を表す位として五爵位（公・侯・伯・子・男爵位）や「魔神第一階級」、「魔神第三階級」などがある。
黒魔女のほかに「魔神」「魔妖精」「吸血鬼」「死霊」などとと呼ばれる者たちがいる。魔妖精は迫害・虐殺されていた歴史があり、魔界全体から差別される存在であることがにおわされている。また、死霊は黒魔術を使わずに人間を苦しめるため、黒魔術を使って人間を苦しめることができる黒魔女たちからは嫌われているらしく、ギュービッドは死霊について「魔法も使わず、悪さばっかりする、魔界の面汚し」と語っている。
魔界出身者の外見は様々で、ギュービッドや桃花・ブロッサムのように人間に近い外見の者もいれば、エクソノームのように動物に近い外見の者もいる。しかし、外見が違っても意思疎通を図ることは可能であり、人間と家畜のような上下関係があるわけでもない。魔界にも犬や羊などの動物は存在し、家畜として飼われることもあるようだが、それらとエクソノームのような者は別の種として扱われているようである。
組織や施設など
黒魔女しつけ協会
すべての黒魔女を監視し、悪いことをした黒魔女に罰を与える協会。現在はグラシュティグが会長を務めている。
元老院
裁判など魔界の重要事に関わっている組織。この組織のメンバーになることで出世が有利になり、ゆくゆくは異端審問官や黒魔女しつけ協会会長になることも望める。魔界出身者は仕事ぶり次第でメンバーになれるが、人間界出身者がメンバーになるには黒魔法のすべてを納めた者という意味を持つ「黒魔法マスター」の称号を手に入れる必要がある。
王立魔女学校
すべての国に一つずつある魔女学校。基本的には良家出身の黒魔女のみが通う学校だが、身分が低い家の出身でも黒魔女としての素質があると認められた場合は入学が許可されることがある。また、魔界での地位が低い死霊でも、魔神第一階級の貴族の推薦状があれば特別に入学が許可される。入学年齢は17歳。基本的に3年で卒業する。
火の国王立魔女学校の場合、優秀な2年次の生徒を一人、新入生に寄宿舎の決まりを守らせる「生活監督官」に選出する。生活監督官を務めた生徒はたいてい、3年次になるとサバトを取り仕切る「高等女司祭(ハイ・プリーステス)」に選ばれる。また、寄宿舎も備えており、一学年を数人のチームに分け、チームごとに部屋を分けて使っている。
王宮
各国に設置されている王の住まい。門番には死霊が多数居て、侵入は困難。正門はエリート死霊のバン・シーが守っている。このバン・シーに服を洗濯されると服の持ち主は死ぬ。また、バン・シーの死の歌を聴いても死ぬ。しかし、バン・シーは常に洗濯物の近くに居たいので、バン・シーと川の間に立つと、願い事をひとつ叶えてくれる。失敗するとボーナスチャンスが与えられ、三つの質問に答えられると三つの願い事を叶えてくれる。ただし、失敗するとあの世行き。
呪文
「ルキウゲ・ルキウゲ・～(用途により異なる言葉が入る)」という形式の呪文を唱えることが多い。著者の石崎は「ルキウゲ・ルキウゲ」以下の部分はそれぞれの呪文の内容を表すイタリア語やスペイン語をもとにしていると語っている。基本呪文は「光を嫌うもの」という意味のラテン語から名付けられた悪魔「ルギフゲ・ロフォカレ」に由来する「ルキウゲ・ルキウゲ・ロフォカーレ」。
ただし、死霊の羅門ルルは「ワキウム・ワキウム・コリエーレ」という呪文を唱えており、また悪霊の国では「ブチョス・レチュサス・サポス・ブルハス」という呪文が唱えられているなど、種族や国によって例外もある模様。
黒魔女は人間を不幸に巻き込むことが仕事なので、不吉なことを起こさせない黒魔法や、人間を平和な気持ちにする黒魔法は、基本的に存在しない。
魔界グッズ
魔界のお店などで売られている、魔力を込められたグッズ。空を飛ぶときに使う「飛行魔法薬」、使うと相手のことが好きになる「好きになり草」など、用途は様々。
食事
いわゆるゲテモノで、中には人間が食べれば毒になりかねない物もある。ヘビや虫などを調理したものが多い。人間の食べ物は魔界の人は基本苦手とされる。
時間
魔界の時間の流れ方は人間界の時間の流れ方とは多少異なっている。しかし、人間界よりも早く時間が流れることもあれば遅く流れることもあり、一定ではない。
人間界との共通点
人間界にあるものは大体魔界にもあるらしい。例えばハロウィーンやテレビショッピングもある。

## スピンオフ作品

### 黒魔女の騎士ギューバッド
火の国王立魔女学校校長のメリュジーヌと、涙の国女王でギュービッドの大伯母のギューバッドが学生時代に体験した冒険を描いたスピンオフ作品。全3巻。
卒業式の1週間前に学校を抜け出したギューバッドとメリュジーヌが、ひょんなことから悪霊の国の「ニーニョ・ネグロ探し」に巻き込まれ、悪霊の国国王のラムエルテと戦う様子が描かれている。

### 魔女学校物語
桃花・ブロッサムの王立魔女学校時代の出来事を描いたスピンオフ作品。2021年現在、既刊3巻。
火の国の小さな村から火の国王立魔女学校に入学した桃花・ブロッサムが、ルームメイトのマガズキンやティアー、校長のメリュジーヌらに支えられながら黒魔女として成長していく姿を描いた学園物語。

### 陰陽師東海寺迦楼羅の事件簿
東海寺阿修羅の祖父・東海寺迦楼羅と、麻倉良太郎の祖父・麻倉豪太郎が若かりし頃に体験した冒険を描いたスピンオフ作品。全3巻。

## 作品一覧

### 本編
- 短編集『おもしろい話が読みたい!（青龍編）』 2005（第一話にあたる作品が収録されている）
- 黒魔女さんが通る!! チョコ、デビューするの巻 2005
- 黒魔女さんが通る!! PART 2 チョコ、空を飛ぶの巻 2005
- 黒魔女さんが通る!! PART 3 ライバルあらわる!?の巻 2006
- 黒魔女さんのシンデレラ 黒魔女さんが通る!! PART 4 2006
- 黒魔女さんが通る!! PART 5 5年1組は大騒動!の巻 2007
- 黒魔女さんが通る!! PART 6 この学校、呪われてません?の巻 2007
- 黒魔女さんのハロウィーン 黒魔女さんが通る!! PART 7 2007
- 黒魔女さんが通る!! PART 8 赤い糸が見えた!?の巻 2008
- 黒魔女さんが通る!! PART 9 世にも魔界な小学校の巻 2008
- 黒魔女さんのクリスマス 黒魔女さんが通る!! PART 10 2008 （内容が多少違うハードカバー版が存在）
- 黒魔女さんが通る!! PART 11 恋もおしゃれも大バトル!?の巻 2009
- 黒魔女さんのお正月 黒魔女さんが通る!! PART 12 2010 （「黒魔女適性テスト」付き）
- 黒魔女さんのバレンタイン 黒魔女さんが通る!! PART 13 2010
- 黒魔女さんが通る!! PART 14 5年生は、つらいよ!の巻 2012（初回限定版は特別帯付き）
- 黒魔女さんのひなまつり 黒魔女さんが通る!! PART 15 2012
- 黒魔女さんのホワイトデー 黒魔女さんが通る!! PART 16 2013
- 黒魔女さんが通る!! PART 17 卒霊式だよ、黒魔女さん 2014
- 黒魔女さんが通る!! PART 18 とつぜんの絶交宣言!?の巻 2014
- 黒魔女さんが通る!! PART 19 「あゆみ」の呪い!?の巻 2015
- 黒魔女さんが通る!! PART 20 奇跡の5年1組、解散!? 2015
- 黒魔女さんが通る!! PART 0 そこにきみがいなかったころの巻 2011 [28]
- 6年1組 黒魔女さんが通る!!（01）-使い魔は黒ネコ!?- 2016
- 6年1組 黒魔女さんが通る!!（02）-家庭訪問で大ピンチ!?- 2017
- 6年1組 黒魔女さんが通る!!（03）-ひみつの男子会!?- 2017
- 6年1組 黒魔女さんが通る!!（04）-呪いの七夕姫!- 2017
- 6年1組 黒魔女さんが通る!!（05）-黒魔女さんの修学旅行- 2018
- 6年1組 黒魔女さんが通る!!（06）-黒魔女さんの夏休み- 2018
- 6年1組 黒魔女さんが通る!!（07）-黒魔女さんの悪魔の証明- 2019
- 6年1組 黒魔女さんが通る!!（08）-黒魔女さんの呪いの学園- 2019
- 6年1組 黒魔女さんが通る!!（09）-黒魔女さんのハロウィーン★大パニック!- 2019
- 6年1組 黒魔女さんが通る!!（10）-恋に落ちた黒魔女さん?- 2020
- 6年1組 黒魔女さんが通る!!（11）-黒魔女さんと黒魔術の王- 2020
- 6年1組 黒魔女さんが通る!!（12）-黒魔女さんと秘密のサバト- 2020
- 6年1組 黒魔女さんが通る!!（13）-黒魔女さんと死霊の宮殿- 2021
- 6年1組 黒魔女さんが通る!!（14）-黒魔女さんと魔法博士- 2021
- 6年1組 黒魔女さんが通る!!（15）-黒魔女さんと受験の神さま- 2021
- 6年1組 黒魔女さんが通る!!（16）-黒魔女さんのチョコレート戦争- 2022
- 6年1組 黒魔女さんが通る!!（17）-黒魔女さんと恋の魔法- 2022
- 6年1組 黒魔女さんが通る!!（18）-黒魔女さんは白魔女さん!?- 2022
- 6年1組 黒魔女さんが通る!!（19）-黒魔女さんの卒業試験- 2023
- 6年1組 黒魔女さんが通る!!（20）-黒魔女さんと最後の戦い- 2023

### 黒魔女の騎士ギューバッド
- 短編集『おもしろい話が読みたい! マジカル編』 2010
（「黒魔女さんが通る!!」外伝『黒魔女の騎士ギューバッド』が収録されている）
- 黒魔女の騎士ギューバッド part 1 食べて変えよう、あなたの人生! 2014
- 黒魔女の騎士ギューバッド part 2 メリュジーヌ、先生になる 2014
- 黒魔女の騎士ギューバッド part 3 どんなことでも、百発百中! 2015

### 魔女学校物語
- 魔女学校物語 -最高のルームメイト- 2015
- 魔女学校物語 -お料理当番事件- 2016
- 魔女学校物語 -友だちのひみつ- 2016

### 陰陽師東海寺迦楼羅の事件簿
- 陰陽師東海寺迦楼羅の事件簿 1 人体発火の譚 2020
- 陰陽師東海寺迦楼羅の事件簿 2 黄泉がえりの譚 2021
- 陰陽師東海寺迦楼羅の事件簿 3 幽霊屋敷の譚 2022

### スペシャル
- 黒魔女さんが通る!! スペシャル 魔ちがいだらけの初恋バトル 2023
- 黒魔女さんが通る!! スペシャル 魔女学校のギュービッド 2024
- 黒魔女さんが通る!! スペシャル 暗黒の王子・大形京 2025

### 令丈ヒロ子『若おかみは小学生!』とのクロスオーバー作品
- 短編集『あなたに贈る物語（ストーリー）』 2006
（「黒魔女さん、若おかみに会いにいく-おっことチョコの冬休み-」が掲載されている）
- 『おっことチョコの魔界ツアー』 2008
（2013年9月に著者の石崎洋司と令丈ヒロ子、イラストレーターの藤田香と亜沙美の対談を収録した新装版が刊行された）
- 『恋のギュービッド大作戦! 「黒魔女さんが通る!!」×「若おかみは小学生!」』令丈ヒロ子共作 講談社 2010
（元はハードカバー版だが2015年2月に青い鳥文庫版が新装版が刊行された）
- 『魔リンピックでおもてなし 「黒魔女さんが通る!!」×「若おかみは小学生!」』令丈ヒロ子共作 講談社 2015

### その他の作品
- 『黒魔女さんの小説教室 チョコといっしょに作家修行!』講談社 2009
- 『ほとんど全員集合!「黒魔女さんが通る!!」キャラブック』 2011
- 『思いがとどく! 黒魔女さんが通る!! ポストカードブック』講談社 2011
- 『黒魔女さんが通る!! シールブック』 2013
- 『アニメ「黒魔女さんのシンデレラ」 -「黒魔女さんが通る!!」イッキ見DVD-』（テレビアニメ全12話＋ノベライズ「放課後は生け贄の儀式?!」付き）
- 『アニメ「黒魔女さんのハロウィーン」 -「黒魔女さんが通る!!」イッキ見DVD-』（テレビアニメ全10話＋ノベライズ「犬も歩けば黒魔女さん」付き）
- 『アニメ「黒魔女さんのケーキ合戦」 -「黒魔女さんが通る!!」イッキ見DVD-』（テレビアニメ全12話＋ノベライズ「黒魔女さんは一日にしてならず」付き）
- アニメDVD付き 黒魔女さんが通る!! 2012 （『おもしろい話が読みたい!（青龍編）』収録の短編「黒魔女さんが通る!!」、本書のために書き下ろされた「ピンクのゴスロリの秘密」、PART 1収録の「学校の怪談VS.黒魔女さん」の三話を収録。付録として、アニメ第1話と第2話が収録されたDVDが付いている）
- 小説 地獄少女（なかよし文庫） 2008

（同作者による「地獄少女」のノベライズ 地獄少女・閻魔あいと黒魔女（ギュービッドではない）との戦いが描かれる。チョコとギュービッドに関しては存在が示唆される程度に終わる）
- 黒魔女さんが通る!! -見習い黒魔女、チョコの修行日記- （こども新聞[29]にて連載開始）

## テレビアニメ
シンエイ動画株式会社により制作され、2012年4月4日から2014年2月19日までNHK Eテレ『大!天才てれびくん』内で毎週水曜日に放送された。オープニングを含め7分間のショートアニメーションとなっている。アニメの放送は1年間の予定だったが、2013年4月からさらに1年放送され、計2年間放送された。全60話。
原作1巻〜10巻までの内容を扱っている。
アニメオリジナルストーリーを挟みつつも、基本的な流れは原作と同じ。しかし、放送時間が7分間と短いため、シーンのカット・変更やキャラクターの設定の変更もある。チョコをはじめとする大多数のキャラクターの性格は、同時期の原作と比べて丸くなっており、原作初期に見られたようないじめやクラス内の派閥などの陰湿な人間関係の描写も薄い。
ディズニーチャンネルで再放送されたほか、インターネットテレビ局「AbemaTV」の家族アニメチャンネルにて2016年5月30日より再放送（2本立ての30分枠）された。キッズステーションでも放送されている。
DVDは、上巻と下巻の2巻が発売され、1話から32話までが収録されている。33話以降（放送では2年目）はメディア化されていない。

### スタッフ
- 原作 - 石崎洋司
- キャラクター原案 - 藤田香
- 監督 - やすみ哲夫
- シリーズ構成 - うえのきみこ
- キャラクターデザイン・総作画監督 - 大武正枝
- 美術監督 - 森尾麻紀→中島美枝子
- 色彩設計 - 一瀬美代子
- 撮影監督 - 塩川智幸
- 音響監督 - 大熊昭
- 音楽 - 樺山潤一郎
- 音楽制作 - テレビ朝日ミュージック、日本コロムビア
- 制作 - シンエイ動画
- 製作著作 - 「黒魔女さんが通る!!」製作委員会（シンエイ動画、講談社、テレビ朝日ミュージック、日本コロムビア、松竹）
- ©石崎洋司・藤田香／講談社・「黒魔女さんが通る!!」製作委員会

### キャスト
- チョコ / ティカ：折笠富美子
- ギュービッド / ギューバッド：朴璐美
- 桃花・ブロッサム：咲乃藍里
- 紫苑メグ：山本麻里安
- 一路舞：松岡由貴
- 春野百合：水野マリコ
- 麻倉良太郎：生天目仁美
- 東海寺阿修羅：小松里歌
- 三条ショウ：松元恵
- 岩田大五郎：村中知
- 小島直樹：富樫美鈴
- 大形京：野田順子
- 獅子村貴海：梅田貴公美
- 要陸：大谷育江
- 須々木凛音 / 森川瑞姫：吉田小百合
- 宮瀬灯子：倉田雅世
- 藍川結実：須藤沙織
- マリア・サンクチュアリ：折戸マリ
- 出雲響也：菊池こころ
- 向井里鳴：若菜よう子
- 鈴風さやか：五十嵐裕美
- 土釜はやて：田村睦心
- 葉月星夜：慶長佑香
- 桜田杏：内山夕実
- 楠木こころ：野水伊織
- 七福亭笑多：森田樹優
- 鈴木薫：小林未沙
- 鈴木重：富樫かずみ
- 如月星羅：佐藤晴香
- 桜都愛花：今井麻夏
- 日向太陽：藏合紗恵子
- 霧月姫香 / 海音寺美珠亜：佐藤美由希
- 古島真紅：井ノ上奈々
- 松岡先生：間島淳司
- 根本教頭先生：小形満
- 藤原遊馬：天野由梨
- チョコのママ：櫻井智
- 舞のママ：柚木涼香
- メグのママ：倉田雅世
- 宮瀬雄一：間宮くるみ
- 宮瀬小夜子：金田朋子
- 鈴風さやかの兄：浅利遼太
- グミ：飯田利信
- 黒鳥伊蔵：増岡太郎
- 羅門ルル：うえだ星子
- エクソノーム：小杉十郎太
- 暗御留燃阿：引田有美
- レイ・アクティル：速水奨
- 悪魔情：小林由美子
- レオナール伯爵：武内健
- 華童亜沼 / オウ：瀧本富士子
- ジャック：渡辺未来
- ランタン：太田五葵
- 聖水クロス：代永翼
- メリュジーヌ：谷育子 / 堀江由衣（学生時代）
- 黒鳥千香子：幸田直子
- デスカ先生：沢海陽子
- ロリポップ / ココア：伊東みやこ
- バン・シー：菅原淳一
- ロベ・ル・プティ：櫻井トオル
- あ、くま：こぶしのぶゆき
- 日芳向日葵：佐々木智代
- スノー魔：楠見尚己
- 魔界砂時計：小桜エツコ
- おさき魔ックラ：坂戸こまつな
- くちびるちゃん：まつだ志緒理
- ダル魔：栗田エリナ
- マダム天天：横尾まり

### 主題歌
「Doki Doki しちゃうの Oh yeah!」（2012年4月 - 2013年3月）
作詞 - 井上望 / 作曲 - 岩崎貴文 / 編曲 - 加藤みちあき / 歌 - 新芽歩
「フェスティパーリー」（2013年4月 - 2014年3月）
作詞 - 井上望 / 作曲 - 岩崎貴文 / 編曲 - 加藤みちあき / 歌 - アンテナガール

### 各話リスト
| 話数 | サブタイトル                           | 脚本         | 絵コンテ       | 演出           | 作画監督                     | 放送日         |
| ---- | -------------------------------------- | ------------ | -------------- | -------------- | ---------------------------- | -------------- |
| 1    | 学校の怪談VS黒魔女さん                 | うえのきみこ | やすみ哲夫     | 牛草健         | 増田敏彦                     | 2012年 4月4日  |
| 2    | サイクリングです 黒魔女さん            | うえのきみこ | 麦野アイス     | 牛草健         | 阿部千秋 桝井一平 小林ゆかり | 4月11日        |
| 3    | 黒魔女さん大いにモテる                 | うえのきみこ | 牛草健         | 小林浩輔       | 日高真由美                   | 4月18日        |
| 4    | 初恋ですよ黒魔女さん                   | うえのきみこ | 鈴木卓夫       | 小林浩輔       | 藤田正幸                     | 4月25日        |
| 5    | 黒魔女さんのネコネコ大騒動             | うえのきみこ | 大宙征基       | 熨斗谷充孝     | 小林ゆかり                   | 5月9日         |
| 6    | 黒魔女さん原宿へゆく                   | うえのきみこ | 大宙征基       | 熨斗谷充孝     | 小林ゆかり                   | 5月16日        |
| 7    | 黒魔女さんとホラーな遠足               | うえのきみこ | 牛草健         | 牛草健         | 増田敏彦                     | 5月23日        |
| 8    | 黒魔女さんは恋と料理が苦手             | うえのきみこ | 牛草健         | 牛草健         | 小林ゆかり                   | 5月30日        |
| 9    | 黒魔女さん厄払いに挑戦する             | うえのきみこ | 大宙征基       | 小林浩輔       | 日高真由美                   | 6月13日        |
| 10   | 黒魔女さんテレビにでる                 | うえのきみこ | のなかかずみ   | 小林浩輔       | 古池敏也                     | 6月20日        |
| 11   | まったりしましょう黒魔女さん           | うえのきみこ | 大宙征基       | 松浦錠平       | 増田敏彦                     | 6月27日        |
| 12   | 黒魔女さんのシンデレラ（前編）         | うえのきみこ | のなかかずみ   | 牛草健         | 小林ゆかり                   | 7月4日         |
| 13   | 黒魔女さんのシンデレラ（後編）         | うえのきみこ | 牛草健         | 牛草健         | 小林ゆかり                   | 7月11日        |
| 14   | 黒魔女さんはおねえちゃん?（前編）      | うえのきみこ | のなかかずみ   | 佐藤和磨       | 増田敏彦                     | 9月12日        |
| 15   | 黒魔女さんはおねえちゃん?（後編）      | うえのきみこ | パクキョンスン | 佐藤和磨       | 増田敏彦                     | 9月19日        |
| 16   | 黒魔女さんの授業参観                   | うえのきみこ | 大宙征基       | 松浦錠平       | 増田敏彦                     | 9月26日        |
| 17   | 黒魔女さんの運動会（前編）             | うえのきみこ | 牛草健         | 牛草健         | 増田敏彦                     | 10月3日        |
| 18   | 黒魔女さんの運動会（後編）             | うえのきみこ | パクキョンスン | 牛草健         | 増田敏彦                     | 10月10日       |
| 19   | 黒魔女さんのハロウィーン・1            | うえのきみこ | パクキョンスン | 牛草健         | 増田敏彦                     | 10月17日       |
| 20   | 黒魔女さんのハロウィーン・2            | うえのきみこ | のなかかずみ   | 牛草健         | 増田敏彦                     | 10月24日       |
| 21   | 黒魔女さんのハロウィーン・3            | うえのきみこ | パクキョンスン | 牛草健         | 増田敏彦                     | 10月31日       |
| 22   | 犬も歩けば黒魔女さん                   | うえのきみこ | 麦野アイス     | 牛草健         | 宮川有夏里                   | 11月14日       |
| 23   | 黒魔女さんプールの幽霊にビビる（前編） | うえのきみこ | 大宙征基       | 牛草健         | 増田敏彦                     | 11月21日       |
| 24   | 黒魔女さんプールの幽霊にビビる（後編） | うえのきみこ | パクキョンスン | 牛草健         | 菅野智之                     | 11月28日       |
| 25   | 悪魔の図書室                           | うえのきみこ | パクキョンスン | 松浦錠平       | 増田敏彦                     | 12月5日        |
| 26   | 黒魔女さんは一日にしてならず           | うえのきみこ | 牛草健         | 松浦錠平       | 増田敏彦                     | 2013年 1月9日  |
| 27   | おかしなお菓子なケーキ合戦（前編）     | うえのきみこ | パクキョンスン | 牛草健         | 増田敏彦                     | 1月16日        |
| 28   | おかしなお菓子なケーキ合戦（後編）     | うえのきみこ | 大宙征基       | 牛草健         | 菅野智之                     | 1月23日        |
| 29   | 放課後は生け贄の儀式?!                 | うえのきみこ | 大宙征基       | 松浦錠平       | 増田敏彦                     | 1月30日        |
| 30   | バレンタイン・パニック                 | うえのきみこ | パクキョンスン | 松浦錠平       | 菅野智之                     | 2月13日        |
| 31   | 卒業アルバムはオカルトの匂い（前編）   | うえのきみこ | 大宙征基       | 牛草健         | 菅野智之                     | 2月20日        |
| 32   | 卒業アルバムはオカルトの匂い（後編）   | うえのきみこ | パクキョンスン | 牛草健         | 菅野智之                     | 2月27日        |
| 33   | 黒魔女さんと桜の樹                     | やすみ哲夫   | パクキョンスン | パクキョンスン | 大武正枝                     | 4月3日         |
| 34   | 黒魔女さんの文房具店                   | やすみ哲夫   | パクキョンスン | パクキョンスン | 茂木琢次                     | 4月10日        |
| 35   | 黒魔女さんと落語                       | やすみ哲夫   | 横山広行       | 黒田晃一郎     | 増田敏彦                     | 4月17日        |
| 36   | 黒魔女さんの喧嘩大騒動                 | うえのきみこ | 横山広行       | 黒田晃一郎     | 増田敏彦                     | 4月24日        |
| 37   | 小さくなった黒魔女さん                 | うえのきみこ | 牛草健         | 牛草健         | 大武正枝                     | 5月8日         |
| 38   | 黒魔女さんのおばあちゃん               | うえのきみこ | 牛草健         | 牛草健         | 茂木琢次                     | 5月15日        |
| 39   | 黒魔女さんと夢魔クラ                   | やすみ哲夫   | 横山広行       | 黒田晃一郎     | 増田敏彦                     | 5月22日        |
| 40   | 黒魔女さんは占いがお好き?!             | うえのきみこ | 横山広行       | 黒田晃一郎     | 増田敏彦                     | 5月29日        |
| 41   | 黒魔女さん魔界へゆく（前編）           | うえのきみこ | パクキョンスン | パクキョンスン | 大武正枝                     | 6月12日        |
| 42   | 黒魔女さん魔界へゆく（後編）           | うえのきみこ | パクキョンスン | パクキョンスン | 茂木琢次                     | 6月19日        |
| 43   | 黒魔女さんと赤い糸・1                  | うえのきみこ | 横山広行       | 横山広行       | 増田敏彦                     | 6月26日        |
| 44   | 黒魔女さんと赤い糸・2                  | うえのきみこ | 横山広行       | 横山広行       | 増田敏彦                     | 7月3日         |
| 45   | 黒魔女さんと赤い糸・3                  | うえのきみこ | 牛草健         | 牛草健         | 大武正枝                     | 7月10日        |
| 46   | 黒魔女さんは水泳が苦手?!               | うえのきみこ | 鈴木大司       | 牛草健         | 茂木琢次                     | 9月11日        |
| 47   | アニマルですよ黒魔女さん               | うえのきみこ | 横山広行       | 横山広行       | 増田敏彦                     | 9月18日        |
| 48   | 匂いが見える黒魔女さん                 | うえのきみこ | 横山広行       | 横山広行       | はしもとかつみ 白川茉莉      | 9月25日        |
| 49   | 黒魔女さんの学芸会                     | うえのきみこ | パクキョンスン | パクキョンスン | 茂木琢次                     | 10月9日        |
| 50   | 黒魔女さんの秋祭り（前編）             | うえのきみこ | 横山広行       | 横山広行       | 白川茉莉                     | 10月16日       |
| 51   | 黒魔女さんの秋祭り（後編）             | うえのきみこ | 横山広行       | 横山広行       | はしもとかつみ               | 10月23日       |
| 52   | 黒魔女さんとダル魔さん                 | うえのきみこ | パクキョンスン | パクキョンスン | 大武正枝                     | 10月30日       |
| 53   | 黒魔女さんのクリスマス・1              | うえのきみこ | パクキョンスン | 牛草健         | 大武正枝                     | 11月13日       |
| 54   | 黒魔女さんのクリスマス・2              | うえのきみこ | 牛草健         | 牛草健         | 茂木琢次                     | 11月20日       |
| 55   | 黒魔女さんのクリスマス・3              | うえのきみこ | 牛草健         | パクキョンスン | 茂木琢次                     | 11月27日       |
| 56   | 黒魔女さんのクリスマス・4              | うえのきみこ | パクキョンスン | パクキョンスン | 大武正枝                     | 12月4日        |
| 57   | 黒魔女さんとマダム・天天               | やすみ哲夫   | 横山広行       | 横山広行       | はしもとかつみ               | 2014年 1月22日 |
| 58   | 黒魔女さんとパン泥棒?!                 | うえのきみこ | 横山広行       | 横山広行       | はしもとかつみ               | 1月29日        |
| 59   | 黒魔女さんのお手紙（前編）             | うえのきみこ | 牛草健         | 牛草健         | 大武正枝                     | 2月12日        |
| 60   | 黒魔女さんのお手紙（後編）             | うえのきみこ | 牛草健         | 牛草健         | 茂木琢次                     | 2月19日        |

### DVD
- ASIN B00A2KHGO6, TVアニメ 黒魔女さんが通る!! 上巻 (2013年5月28日)
- ASIN B00A2KJ64E, TVアニメ 黒魔女さんが通る!! 下巻 (2013年5月28日)